# داون أندر 2014
داون أندر 2014 (بالإنجليزية: 2014 Tour Down Under)‏ هو سباق دراجات هوائية أقيم بتاريخ 21–26 يناير 2014، تكون السباق من 6 مراحل وامتدّ لمسافة 815.5 كم بسرعة 40.9 كم/س، استغرق السباق 19 ساعة 57 دقيقة 35 ثانية. فاز به الأسترالي سيمون جيرانس وحلّ ثانيا كاديل إفانز.

## الترتيب
| م                     | الدرّاج       | البلد    | الزمن                     |
| --------------------- | ------------ | -------- | ------------------------- |
| الفائز بالترتيب العام | سيمون جيرانس | أستراليا | 19 ساعة 57 دقيقة 35 ثانية |
| الثاني                | كاديل إفانز  | أستراليا |                           |

## روابط خارجية
- داون أندر 2014 على موقع إحصائيات الدراجات الإحترافية (الإنجليزية)